# Церковь Святых Фабиана и Себастьяна (Риека)
Церковь святых Фабиана и Себастьяна — католическая церковь, находящаяся в городе Риека, Хорватия. Церковь представляет собой часовню и находится в Старом городе Риеки. Храм посвящён святым Себастьяну и Фабиану.

## История

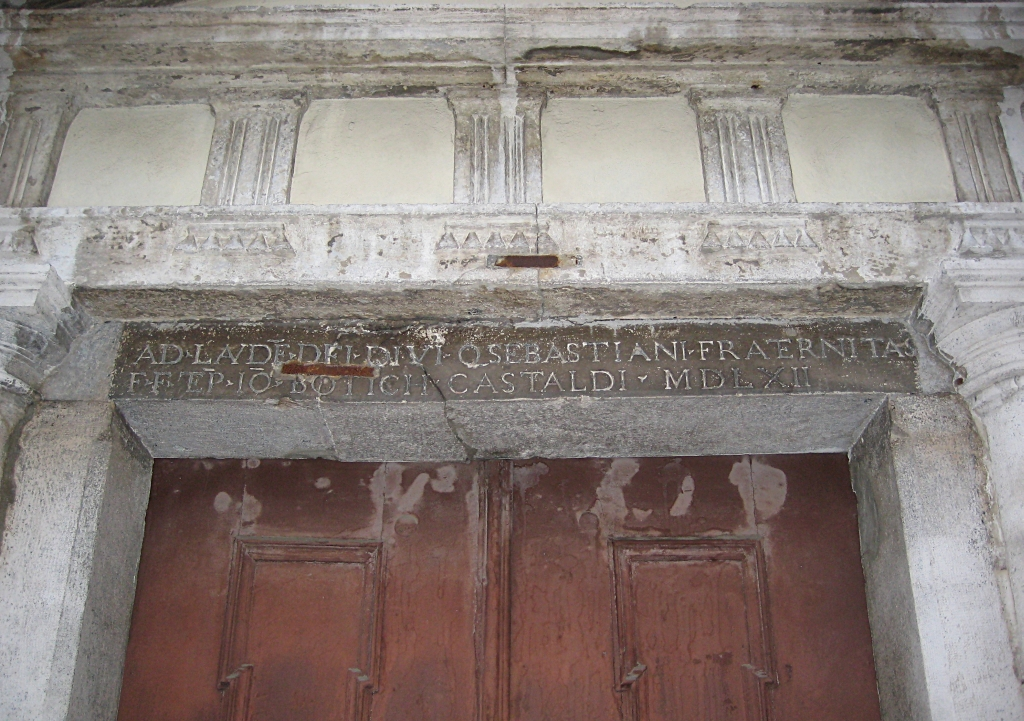
Мемориальная надпись на фасаде церкви: ad laudem Dei divique Sebastiani fraternitas fieri fecit tempore Joannis Dotich Castaldi 1562

По преданию первоначально церковь была возведена на этом месте в 1291 году как обет во времена чумы. Старый город в то время был окружен стенами и башнями, дома были построены на узких улицах в период раннего средневековья на развалинах Римского каструма Тарсатика (лат. Tarsatica) и составляли ключевой момент в системе обороны «Liburnian (liburnijskog) лимеса» (см. Либурния). На одной из таких узких улиц была построена церковь Святого Себастьяна.
В нотариальных документах XV века часто речь идет о районе («contrada») и церкви Святого Себастьяна. Над дверью мемориальная надпись гласит, что церковь построил Иоанн Гасталди в 1562 году «во славу Бога и божественного Себастьяна» (ad laudem Dei divique Sebastiani fraternitas fieri fecit tempore Joannis Dotich Castaldi 1562). Гасталди были видными патрициями в городе Риека из семей Франкович Гладич и Штембергер.
Несколько раз хотели снести церковь, так как гражданам строение мешало проводить традиционные праздники и шествия.
Позднее в руинах за церковью обнаружили древнюю стену 4-го века.
Последняя церковь Святого Себастьян была отремонтирована в 1885 году по разработкам Г. Паулиниха. В том числе были восстановлены вдохновенный фасад, церковный хор и в целом церковь приняла свой нынешний облик.
Церковь украсили и перекрасили в 1986 году.

## Ссылка
- Službene stranice Grada Rijeke